# Alexander Merino
Alexander Merino (* 31. August 1992 in Melbourne, Victoria, Australien) ist ein peruanischer Tennisspieler, der vor allem im Doppel erfolgreich ist.

## Karriere
Merino platzierte sich nie in der Rangliste der ITF Junior Tour. Bei den Profis spielte Merino die erste Jahre hauptsächlich auf der drittklassigen ITF Future Tour. Im Einzel zog er nie in die Top 1000 der Weltrangliste ein und konnte nur einmal auf der Future Tour ein Viertelfinale erreichen. Erste Turniere im Doppel spielte er 2011 und 2012 bereits, aber erst 2013 sammelte er erste Weltranglistenpunkte. 2014 beendete er als erstes Jahr in den Top 1000, nachdem er auch seinen ersten Future-Titel gewann. Nach einem schwächeren Jahr 2015 mit einem weiteren Titel, konnte er bis Ende 2017 zwar keine Titel mehr gewinnen, durch etliche Finalteilnahmen aber erstmals in die Top 800 einziehen. Anfang des Jahres wurde Merino im unbedeutenden letzten Einzel für die peruanische Davis-Cup-Mannschaft in der Begegnung gegen Ecuador eingesetzt. Es blieb sein vorerst einziger Einsatz.
Das Jahr 2018 wurde das bis dato erfolgreichste Jahr für Merino. Von den neun erreichten Future-Finals gewann er fünf, womit er das Jahr auf Platz 356 abschloss und damit in Reichweite zu Turnieren der höherdotierten ATP Challenger Tour war. 2019 spielte er vorerst weiter Futures, von denen er in diesem Jahr drei gewann (10 insgesamt). Das Challenger-Turnier im September 2019 in Braunschweig stellte das erste Turnier dieses Niveaus dar, das er spielte. Bis Ende des Jahres spielte er ein Dutzend Challenger-Turniere, kam dabei aber nie über die zweite Runde hinaus. Dennoch stand er Ende des Jahres mit Platz 301 so hoch wie noch nie. 2020 wurden pandemiebedingt wenig Turniere ausgetragen, sodass Merino erst 2021 seinen Aufstieg weiter verfolgen konnte. In Todi zog er mit Facundo Díaz Acosta ins erste Challenger-Endspiel ein. Beim letzten Challenger des Jahres, in Rio, kam er erst das zweite Mal unter die letzten Vier. Auch das Jahr 2022 schloss er mit vier Einzügen in Challenger-Halbfinals wieder besser ab als das Vorjahr. Mitte des Jahres hatte er zudem sein Karrierehoch von Platz 233 erreicht.

## Erfolge
| Legende (Anzahl der Siege) |
| Grand Slam                 |
| ATP Finals                 |
| ATP Tour Masters 1000      |
| ATP Tour 500               |
| ATP Tour 250               |
| ATP Challenger Tour (5)    |

### Doppel

#### Turniersiege
| Nr. | Datum              | Turnier   | Belag     | Partner           | Finalgegner                        | Ergebnis         |
| --- | ------------------ | --------- | --------- | ----------------- | ---------------------------------- | ---------------- |
| 1.  | 24. August 2024    | Dobritsch | Sand      | Christoph Negritu | Victor Vlad Cornea Ergi Kırkın     | 6:4, 6:2         |
| 2.  | 21. September 2024 | Sibiu     | Sand      | Christoph Negritu | Liam Draxl Cleeve Harper           | 6:2, 7:62        |
| 3.  | 12. Oktober 2024   | Valencia  | Sand      | Christoph Negritu | Karol Drzewiecki Piotr Matuszewski | 6:3, 6:4         |
| 4.  | 15. Februar 2025   | Teneriffa | Hartplatz | Christoph Negritu | Daniel Cukierman Joshua Paris      | 2:6, 6:3, [10:8] |
| 5.  | 5. April 2025      | Barletta  | Sand      | Christoph Negritu | Mats Hermans Tiago Pereira         | 7:65, 6:2        |